# Amphisbetia heteromorpha
Amphisbetia heteromorpha är en nässeldjursart som först beskrevs av George James Allman 1886.  Amphisbetia heteromorpha ingår i släktet Amphisbetia och familjen Sertulariidae. Inga underarter finns listade i Catalogue of Life.